# Bas de Bithynie
Bas est un dynaste (sous tutelle achéménide) de Bithynie.
Il succède à son père, un certain Boteiras (en). Selon Memnon d'Héraclée il « vit 71 ans et règne 50 ans ». Bas défait Calas, le général d'Alexandre le Grand, et expulse en 322 av. J.-C. les Macédoniens de Bithynie.
Son fils Zipoétès Ier lui succède.